# Gasthof Traube (Fürfeld)

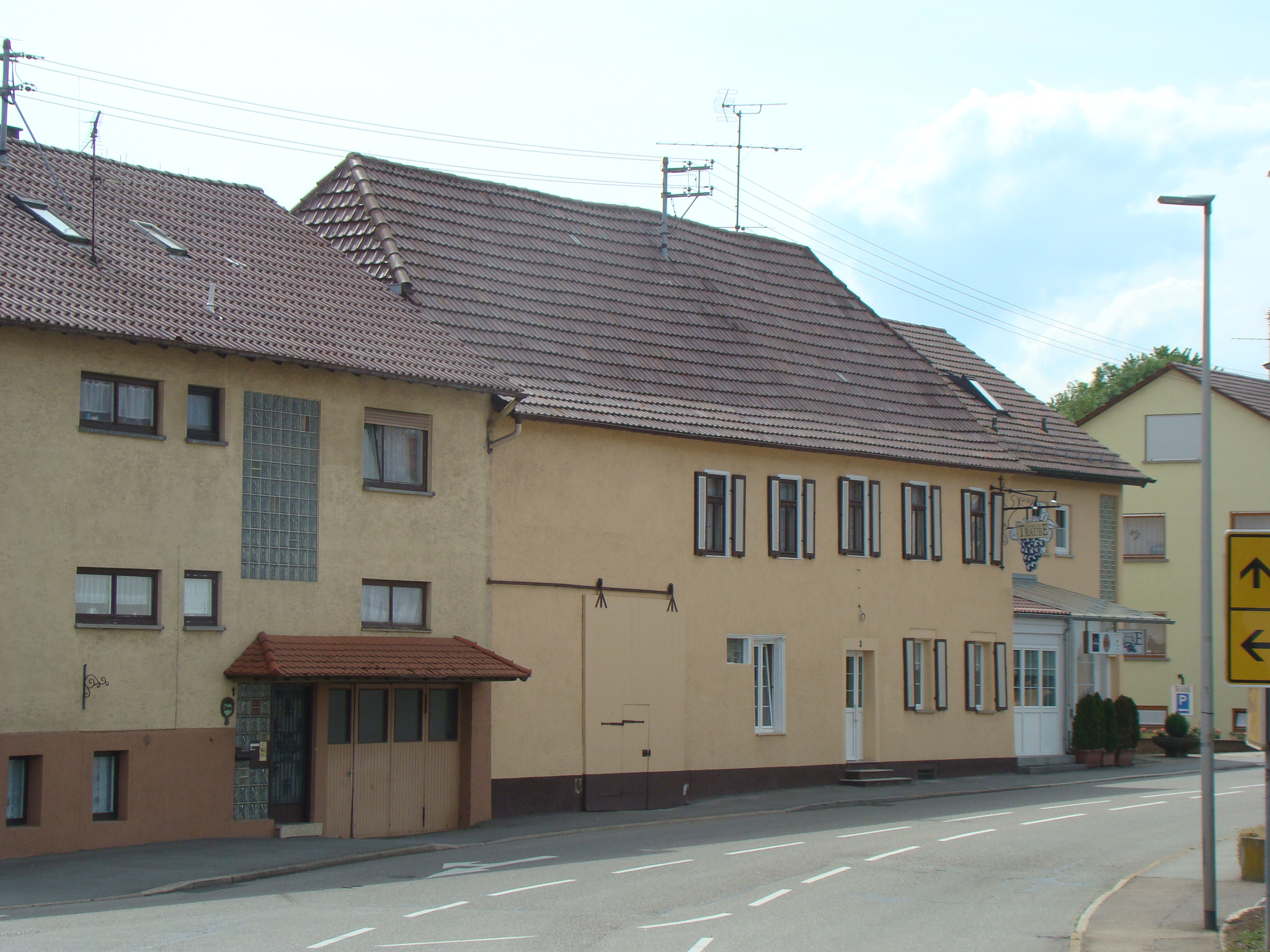
Gasthaus Traube an der B 39 in Fürfeld

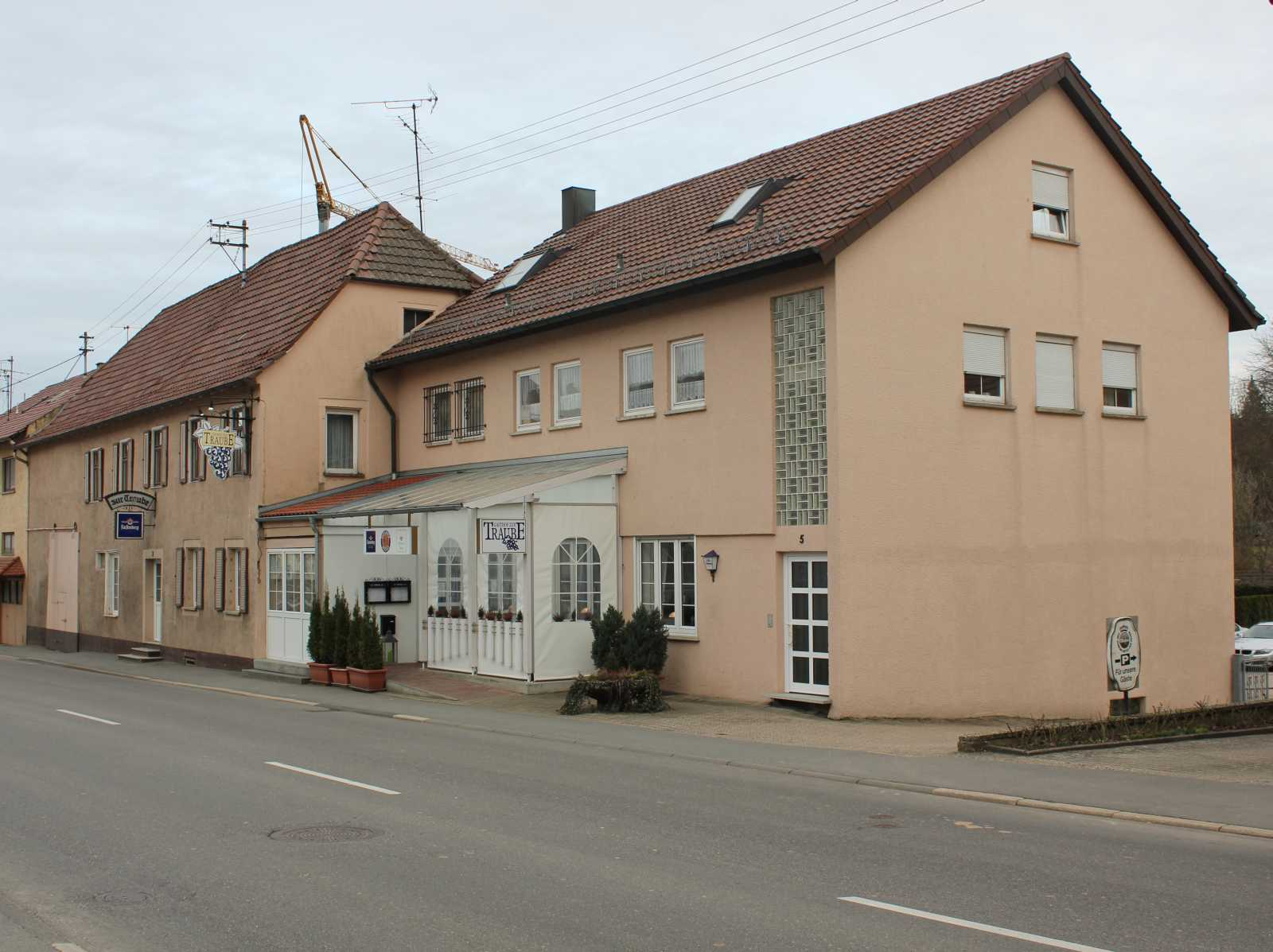
Gasthaus Traube, von der anderen Seite

Der Gasthof Traube ist ein historischer Gasthof in Bad Rappenau-Fürfeld im Landkreis Heilbronn im nördlichen Baden-Württemberg. Das Anwesen geht auf eine 1812 errichtete württembergische Zollstation an der Grenze zu Baden zurück, die nach Gründung des Deutschen Zollvereins und dem Wegfall der Zollgrenzen 1836 in Privathand kam.

## Geschichte
Zu Beginn des 19. Jahrhunderts war Fürfeld ein württembergischer Grenzort an einer bedeutenden Fernroute. Der württembergische Staat ließ daher im Jahr 1812 außerhalb des Ortes an der Sinsheimer Straße ein zweistöckiges Neben-Zollamt erster Klasse errichten. Das Gebäude war nicht nur Zollstation, sondern zugleich das Wohnhaus für den jeweiligen Grenzbeamten.
Nachdem ab 1834 der Deutsche Zollverein bestanden hatte, wurde die Zollstation in Fürfeld nicht mehr benötigt. Der Fürfelder Gastwirt Johann Dietrich Müller erwarb das Gebäude im Jahr 1836 und richtete darin eine Speisegaststätte ein. Gäste genug brachte weiterhin die Fernstraße, die einen Teil ihrer Bedeutung erst ab etwa 1860 in Folge des Ausbaus der Schifffahrts- und Eisenbahnwege einbüßte.
1852 brannte das Anwesen durch Brandstiftung nieder, der Täter wurde zu zehn Jahren Zuchthaus verurteilt. Danach erwarb Louis Stecher das Anwesen, verstarb jedoch bereits 1853 und hinterließ das Anwesen seiner Frau. Sein Sohn Adolph Stecher eröffnete 1877 in dem Gebäude erneut eine Gastwirtschaft, damals bereits die siebte Gastwirtschaft am Ort. Adolph Stecher erhielt außerdem 1877 auch eine Konzession zum Bierbrauen sowie 1878 die Konzession zur Beherbergung von Übernachtungsgästen. 1922 erwarb der Metzger Gustav Mayer das Anwesen von Adolph Stecher und seinen beiden Brüdern. Mayer gab dem Gasthof seinen heutigen Namen Traube. 1960 übernahmen Mayers Tochter Inge und deren Mann Rudi Weber den Gasthof, 1988 kam der Gasthof an Rudi Webers Sohn Harald Weber.
Die am Gebäude vorbeiführende Sinsheimer Straße gewann mit dem einsetzenden motorisierten Verkehr im 20. Jahrhundert wieder an Bedeutung. Sie war Teil der von Heilbronn kommenden Württembergischen Staatsstraße 122, die hinter Fürfeld in die Badische Staatsstraße Nr. 3 überging. 1937 wurden diese Straßen mit weiteren Fernwegen zur Reichsstraße 39 von Mainhardt nach Speyer vereinigt, aus der nach dem Zweiten Weltkrieg, den Fürfeld weitgehend unbeschadet überstanden hat, die Bundesstraße 39 wurde. Bis zum Bau der in ihrem Verlauf an die Bundesstraße angelehnten A 6 in den 1960er Jahren blieb die am Gasthof Traube vorbeiführende B 39 eine überregional bedeutende Verkehrsachse.